# Comuna Hlanîșiv, Pereiaslav-Hmelnițki
Hlanîșiv (în ucraineană Гланишів) este o comună în raionul Pereiaslav-Hmelnițki, regiunea Kiev, Ucraina, formată din satele Hlanîșiv (reședința) și Lenine.

## Demografie
Componența lingvistică a comunei Hlanîșiv
     Ucraineană (97,14%)
     Rusă (2,51%)
     Alte limbi (0,11%)
Conform recensământului din 2001, majoritatea populației comunei Hlanîșiv era vorbitoare de ucraineană (97,14%), existând în minoritate și vorbitori de rusă (2,51%).